# Farag Foda

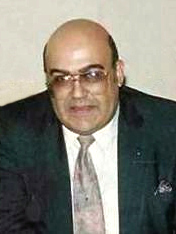
Farag Foda cerca de 1980

Farag Foda (1946 - 8 de Junho de 1992) foi um professor, escritor, colunista e activista dos direitos humanos egípcio. Foi assassinado em 8 de Junho de 1992 por membros do grupo islâmico Al Gama'a Al Islamya após ter sido acusado de blasfémia por uma comissão de clérigos  (ulemas) da universidade de al-Azhar. Em Dezembro de 1992, as suas obras foram proibidas no Egipto.

## Biografia
Farag Foda nasceu em El Zarqa, perto de Damietta, no Delta do Nilo. Trabalhou como professor de agricultura . Escreveu numerosos livros e contribuiu como colunista para a revista egípcia Outubro . Foda escreveu durante uma época de renascimento islâmico e de crescente influência do islamismo, tanto violento como não violento. No Irão, os islamistas tinham derrubado o Xá em 1979. Em 1983, os bombistas suicidas do Hezbollah destruíram o quartel das tropas americanas e francesas estacionadas em Beirute, matando centenas. No Egipto, intelectuais marxistas (como Muhammad Imara ou Tariq al-Bishri) converteram-se ao islamismo. Durante muito tempo fora de moda, a barba tornou-se comum, e o hijab "tornou-se a norma e não a excepção nas universidades e gabinetes governamentais". No início dos anos 80, os radicais islâmicos assassinaram o presidente Anwar Sadat e atacaram igrejas e casas coptas, extorquindo a jizya  aos cristãos coptas.  (De 1992 a 1998, o grupo que assassinou Foda cometeu uma insurreição contra o governo egípcio, durante a qual foram mortos pelo menos 796 polícias e soldados egípcios, combatentes de Al-Gama'a al-Islamiyya e civis, incluindo dezenas de turistas estrangeiros ). O ideólogo extremista da Irmandade Muçulmana,  Yusuf al-Qaradawi , culpou a violência extremista, em parte, pela incapacidade de dar ao Islão "o lugar que este merece no governo, na legislação e na orientação" .

## Pontos de Vista
Entre os poucos que defendiam o secularismo e os direitos humanos "ocidentais", estava Farag Foda . Começou a ser conhecido  pelos seus artigos críticos e pelas suas sátiras afiadas sobre o fundamentalismo islâmico no Egipto.  Além de outros,  críticou o conteúdo dos sermões do conhecido e bastante popular pregador cego  Abd al-Hamid Kishk , que afirmou para as suas vastas audiências que "os muçulmanos que entrarem no Paraíso gozarão de ereções perpétuas e da companhia de rapazinhos adornados com brincos e colares", prometendo-lhes uma eternidade de "abençoada pederastia." Tal assunto deu origem a um debate entre os teóricos, um deles sendo de opinião que as ereções seriam apenas temporarias,se bem que prolongadas. Outros peritos disputaram a possibilidade de pederastia no Paraíso. 
Foda sentia que defendia o Islão contra a sua distorção pelos islamistas, afirmando que "o Islão é uma religião e os muçulmanos são seres humanos; a religião é irrepreensível, enquanto os seres humanos cometem erros".  Depois de um periódico islamista ter condenado como imoral a emissão do ballet Lago dos Cisnes na televisão, argumentou que o problema residia "no observador  e não no observado" e citou passagens de um livro de 1979,  The Jurisprudence of Looking in Islam, que orienta os homens a evitarem olhar tanto para as mulheres como para os homens e, "em particular, para os rapazinhos imberbes". Numa coluna da revista Outubro, lamentou, "o mundo à nossa volta está ocupado com a conquista do espaço, a engenharia genética e as maravilhas do computador", enquanto os académicos  muçulmanos se preocupam com o sexo no paraíso.
Farag Foda é autor de cerca de doze livros em língua árabe, não traduzidos. 

## Assassinato
Em 8 de Junho de 1992, Foda, depois de sair do seu gabinete, foi morto a tiro por dois assassinos. O seu filho e outros transeuntes ficaram gravemente feridos no ataque. Os dois terroristas  teriam estado a vigiar os movimentos de Farag Foda e a vigiar a sua casa na zona de al-Nuzha, em Heliópolis, durante várias semanas. O grupo jihadista Al-Gama'a al-Islamiya reivindicou a responsabilidade.
Antes da sua morte, Farag Foda tinha sido acusado de blasfémia por um conselho de ulemas da Universidade de  Al-Azhar. Os ulemás de Al-Azhar tinha deste modo adoptado uma fatwā anterior pelo Grande Imán de al-Azhar,  Jadd al-Haqq, acusando Foda e outros escritores secularistas de serem "inimigos do Islão". Numa declaração reivindicando a responsabilidade pelo crime, Al-Gama'a al-Islamiyya acusou Foda de ser um apóstata do Islão, defender a separação da religião do Estado e favorecer o sistema jurídico existente no Egipto em vez da aplicação da Xaria.  O grupo referiu-se explicitamente à fatwa de  Al-Azhar quando reivindicou a responsabilidade . Um académico de Al-Azhar, Mohammed al-Ghazali al-Saqqa, afirmou depois como testemunha perante o tribunal que não era errado matar um apóstata. Al-Ghazali afirmou: " O assassinato de Farag Foda foi, de facto, a aplicação da pena contra um apóstata que o imã (líder islâmico no Egipto) falhou em aplicar". Mais tarde, o líder do conselho de ulemas de Al-Azhar publicou um livro - Quem matou Farag Foda? -  onde chegou á conclusão de que  Foda era o responsável da sua própria morte. Para Tamir Moustafa, a fatwa contra Foda e o seu subsequente assassinato são "talvez o exemplo mais claro de uma "divisão de tarefas" que poderá existir entre os islamistas radicais e os sheiks de al-Azhar".
Oito dos treze islamistas levados a julgamento pelo assassinato foram posteriormente absolvidos. Um foi executado em  Dezembro de 1993.Vários outros foram libertados em 2012, por ordem do então presidente Mohamed Morsi.
  

Um dos envolvidos no assassinato de Foda, Abu Al-'Ela Abd Rabbo, libertado  em 2012, após cumprir a sua pena, defendeu numa entrevista transmitida pela Al-Arabiya TV em 14 de junho de 2013 (traduzida pela MEMRI), o assassinato de Foda, afirmando que "a punição para um apóstata é a morte, mesmo que ele se arrependa" e que "...[se] o governante não executar a Xaria, qualquer cidadão tem o direito de executar a punição de Alá".  Quando questionado sobre os sentimentos dos filhos de Foda, Abd Rabbo, muito irritado,  acusou a entrevistadora de usar "métodos venenosos" contra ele, e depois afirmou "deixe-me perguntar-lhe se não foi prejudicada por alguém que amaldiçoou o Profeta e as suas esposas? O que lhe causa mais dor e tristeza? Se diz que é Farag Foda, então deve reexaminar a sua fé".